# Natação nos Jogos Olímpicos de Verão da Juventude de 2014 - 200 m mariposa Moças
As provas de natação' dos' 200 m mariposa de moças nos Jogos Olímpicos de Verão da Juventude de 2014 decorreram a 18 de Agosto de 2014 no natatório do Centro Olímpico de Desportos de Nanquim em Nanquim, China. A húngara Liliana Szilagyi conquistou o Ouro em 2m06.59, Zhang Yufei da China foi medalha de prata e a australiana Brianna Throssel conquistou o Bronze.

## Medalhistas
| Ouro   | HUN Liliana Szilagyi |
| Prata  | CHN Zhang Yufei      |
| Bronze | AUS Brianna Throssel |

## Resultados da final
| Pos.              | Linha | Nadadora                       | Tempo total | Diferença |
| ----------------- | ----- | ------------------------------ | ----------- | --------- |
| Medalha de ouro   | 4     | HUN Liliana Szilagyi           | 2:06.59     |           |
| Medalha de prata  | 5     | CHN Zhang Yufei                | 2:08.22     | +1.63     |
| Medalha de bronze | 2     | AUS Brianna Throssel           | 2:09.65     | +3.06     |
| 4                 | 3     | KOR Jinyoung Park              | 2:10.30     | +3.71     |
| 5                 | 6     | HUN Dalma Sebestyen            | 2.10.34     | +3.75     |
| 6                 | 7     | JPN Jurina Shiga               | 2.13.54     | +6.95     |
| 7                 | 1     | INA Arieswaty Monalisa Lorenza | 2:13.68     | +7.09     |
| 8                 | 8     | ESP Jimena Perez Blanco        | 2:15.36     | +8.77     |